# سالي همينجز
سالي همينجز (بالإنجليزية: Sally Hemings)‏ (و. 1773 – 1835 م) هي من الولايات المتحدة الأمريكية ولدت في مقاطعة تشارلز سيتي.